# Francisca Salviati
Francisca Salviati, (Florencia, 23 de agosto de 1504 - ? ), hija de Jacobo Salviati y de Lucrecia de Médici, nieta de Lorenzo el Magnífico. 

## Biografía
Era hija de Lucrecia de Médici y de Jacobo Salviati, por lo tanto, era nieta de Lorenzo el Magnífico. Se casó en primeras nupcias con Piero Gualterotti con quien tuvo una hija de nombre María, quien más adelante se casó con Felipe Salviati.
Tras la muerte de su primer esposo, se casó en 1533 con Octaviano de Médici, patricio de Florencia perteneciente a una rama secundaria de la familia Médici.
La pareja tuvo como hijo al Cardenal Alejandro de Médici, quien tras lograr importantes cargos como por ejemplo, Arzobispo de Florencia, en 1605 fue elegido Papa y llevó por nombre el de León XI; su pontificado duró apenas 27 días y le valió el nombre de Papa Lampo (Papa Relámpago).